# Vega EVX
Vega EVX – elektryczny supersamochód klasy średniej produkowany pod lankijską marką Vega w 2020 roku.

## Historia i opis modelu

Vega EVX

W sierpniu 2019 roku przedsiębiorstwo Vega Innovations ze Sri Lanki przedstawiło pierwsze informacje na temat swojego pierwszego, produkcyjnego pojazdu po trwającym 5 lat procesie produkcyjnym. Samochód zachował charakterystyczne dla supersamochodu proporcje, charakteryzując się szeroką, smukłą sylwetką z wybrzuszeniem w przedniej części nadwozia, a także licznych przetłoczeniach i wyraźnie zarysowanych nadkolach. Oficjalna prezentacja pojazdu odbyła się podczas zamkniętej konferencji w Genewie w Szwajcarii w marcu 2020 roku.

### Sprzedaż
Vega planowało uruchomić seryjną produkcję EVX w 2022 roku, planując zbudować na Sri Lance limitowaną pulę ręcznie składanych 25 egzemplarzy.

### Dane techniczne
Pierwotnie producent zakładał, że jego supersamochód będzie rozwijać ok. 900 KM mocy, jednak ostatecznie nie udało się spełnić tego założenia. Układ elektryczny Vegi EVX tworzą dwa silniki rozwijające łączną moc 402 KM. Ważący 480 kilogramów zestaw 40 kWh baterii składa się z 12 modułów i zapewnia zasięg na jednym ładowaniu do 250 kilometrów.